# Залізниця Салоніки — Бітола
Залізниця Салоніки — Бітола — залізнична лінія, яка з'єднує портове місто Салоніки в Греції з містом Бітола в Республіці Македонія. Поєднує міста Салоніки, Плати, Верія, Едеса, Флоріна, Бітола. Залізниця була відкрита в 1894 році, коли регіон входив до складу Османської імперії. Ділянка залізниці до македонського кордону і Бітоли більше не використовується, і станом на 2013 пасажирські перевезення виконуються лише в напрямку Салоніки — Флоріна. Східний ділянку залізниці між Салоніками та Плати, є частиною важливого залізничного напрямку від Афін до південної Греції.

## Історія

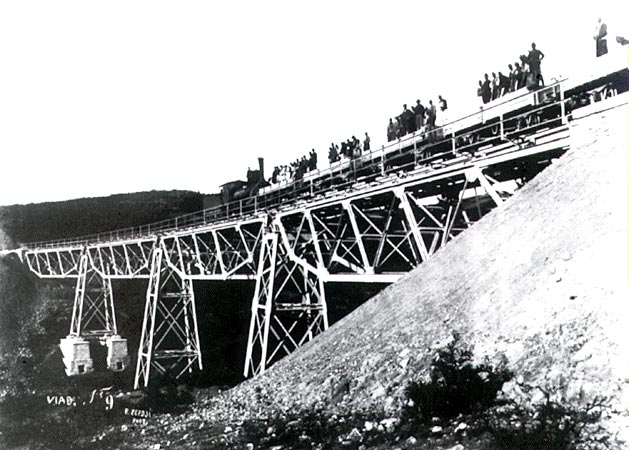
залізничний міст Едеси в межах залізниці Салоніки—Бітола. ХІХ століття

Ідея створення транс-македонської залізниці існувала ще з 1850-х років, коли в січні 1859 року був підписаний Меморандум про будівництво залізниці Салоніки — Монастир. Було вирішено добудувати дану залізницю до міста Бітола. Проте даний проект почав втілюватись в життя лише в жовтні 1890 року, коли Османська імперія, отримала кредит від німецького Deutsche Bank на будівництво залізниці. Планувалось в подальшому продовжити залізницю від Бітоли до албанських портів на Адріатичному морі. Проект залізниці Салоніки — Бітола очолив барон Моріс де Гірш. Будівництво почалося в травні 1891 і було завершено в червні 1894 році. Основною робочою силою під час прокладання залізниці була використана праця бідних селян із бідних регіонів Македонії.

## Напрямок залізниці
Найсхіднішою відправною точкою залізниці Салоніки-Бітола є залізничний вокзал Нью-Салоніки. Залізниця Салоніки-Бітола поєднується із залізницею Афіни-Салоніки до міста Плати. Потім прямує до Александрії, Верії, Едеси. Від останнього згодом прямує уздовж північного берега озера Вегорітіда, досягнувши Аміндео. У Аміндео на залізниці Козані-Аміндео відгалужується в бік Козані, які обслуговують також Птолемаїс. Основна лінія продовжується в напрямку міста Флоріна. В районі населеного пункту Нью-Кафкасос вона перетинає міжнародний кордон, і прямує до міста Бітола в Республіці Македонія. Загальна довжина залізниці складає 219 км.

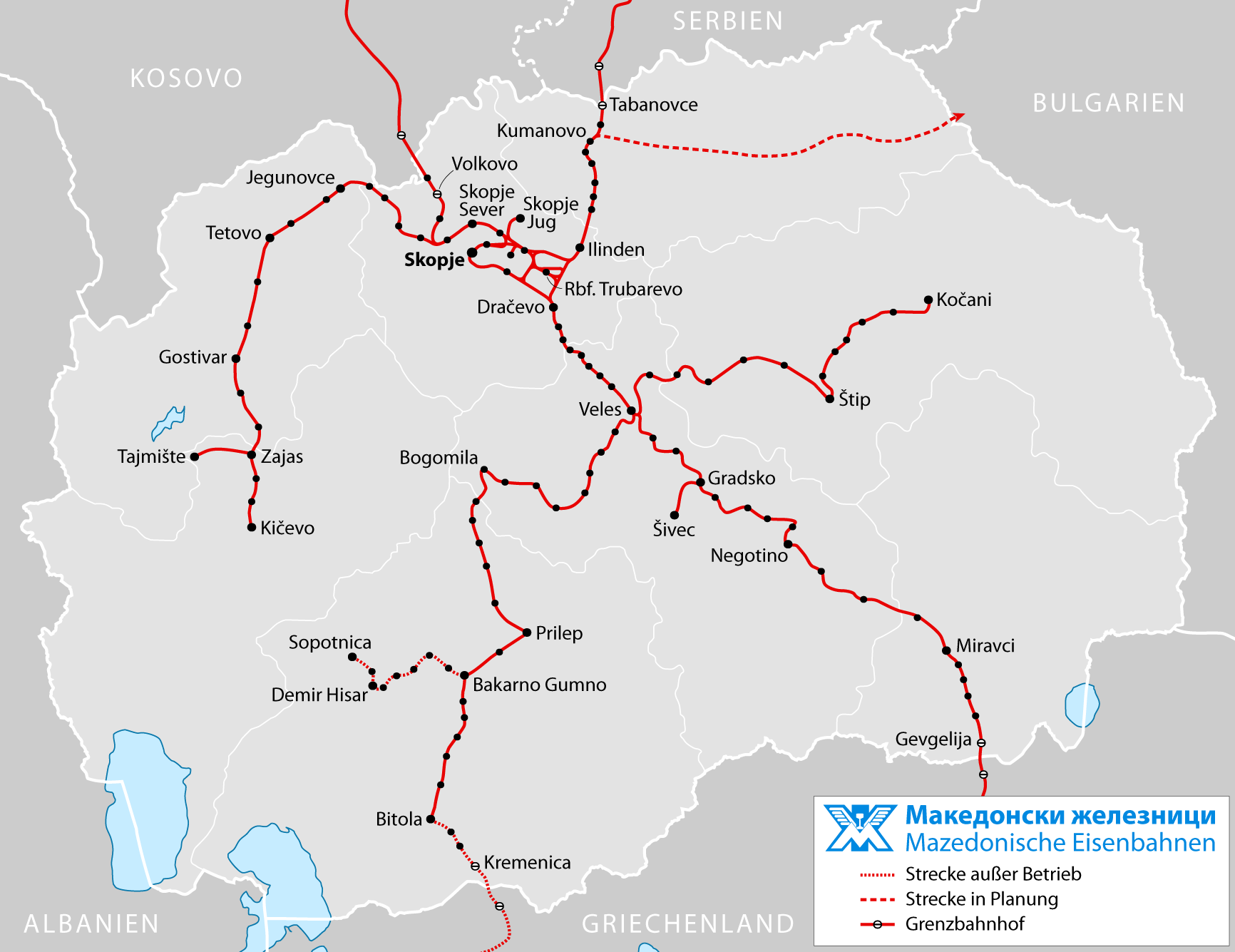
Мережа залізниць в Македонії

## Основні залізничні станції
Основні станції на залізниці Салоніки-Бітола:

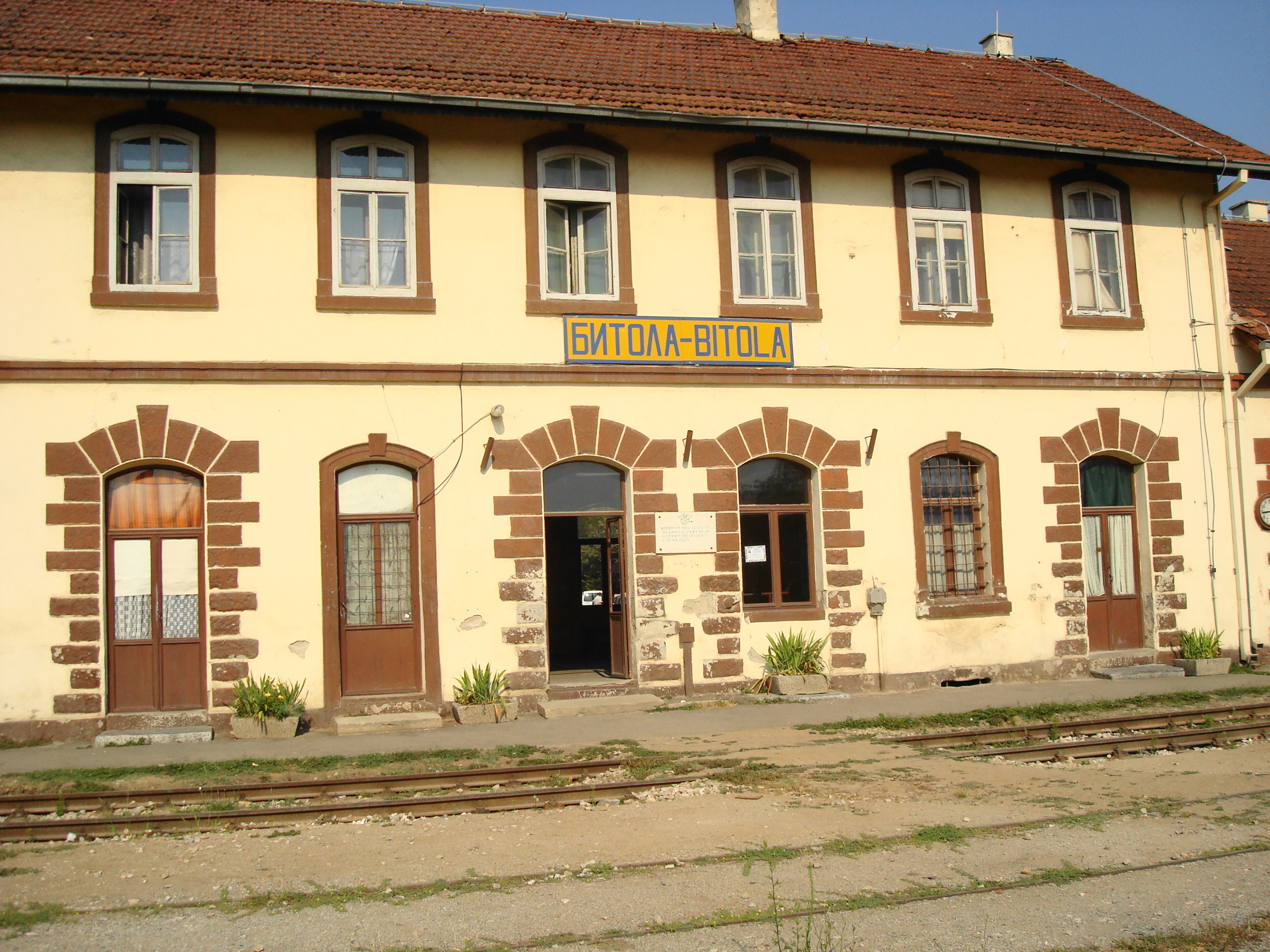
Залізнична станція Бітола в Македонії

- Нью-Салоніки;
- Плати;
- Верія;
- Едеса;
- Флоріна;
- Бітола;